# Chaperonne-eiwitten
Eiwitten bestaan uit aminozuren die verschillende interacties met elkaar aan kunnen gaan, waardoor er een driedimensionale structuur ontstaat. Ieder eiwit heeft een specifieke structuur om zijn functie uit te oefenen. Het gebeurt echter vaak dat de aminozuren niet de juiste interacties aangaan waardoor het eiwit onjuist gevouwen wordt. Deze onjuist gevouwen eiwitten kunnen geen functie uitoefenen en kunnen schadelijke aggregaten vormen.
Om eiwitten tijdens de vouwing te begeleiden en slecht gevouwen eiwitten te hervouwen zijn zowel pro- als eukaryoten uitgerust met chaperonne-eiwitten. Vooral in een te warme omgeving kunnen eiwitten onjuist vouwen en wordt de productie van chaperonnes door de cel verhoogd. Daarom zijn de meeste chaperonne-eiwitten ook heat shock proteins. Ondanks de activiteit van de chaperonnes zal slechts 20% van de nieuw gevormde aminozuurketens zijn juiste vouwing krijgen en als eiwit gaan werken.
Chaperonne-eiwitten assisteren ook bij de assemblage van nucleosomen.

## Nomenclatuur en voorbeelden
Ieder organel heeft eigen versies van een chaperonne met unieke functies. Iedere versie heeft ook een aparte naam.

### Heat shock proteins
Wanneer er een te grote hoeveelheid slecht gevouwen eiwitten in het cytosol aanwezig is, dan zal de cel een heat shock response opwekken. Bij deze response worden grote hoeveelheden heat shock proteins(HSP) geproduceerd om de misvormde eiwitten in het cytosol te hervouwen. Hieronder staan voorbeelden van heat shock proteins.

#### hsp70
Hsp70 speelt in het cytosol een begeleidende rol aan het begin van het leven van een eiwit. Zodra de net nieuw gevormde aminozuurketen de ribosoom verlaat zal er een hsp70 monomeer binden. Hsp70 wordt voor de binding in de juiste conformatie gebracht met behulp van een aantal kleine hsp40 eenheden, hierbij wordt ATP gebruikt. Zodra het in de juiste conformatie is gekomen, zal hsp70 aan zeven hydrofobe aminozuren binden en zo de vouwing van het nieuwe eiwit begeleiden.
Nadat het eiwit gevouwen is zullen eerst de hsp40 eiwitten loslaten, en na ATP hydrolyse laat ook hsp70 los.
Er is ook een versie aanwezig in het Endoplasmatisch reticulum (ER), BIP genaamd.

#### Chaperonine
Dit eiwit werkt later in het leven van een eiwit. Hsp60 heeft de vorm van een ton. Wanneer een eiwit onjuist gevouwen is, wordt dat eiwit in de holte van de 'ton' (isolatiekamer) gebracht. In de isolatiekamer heerst een milieu dat zeer gunstig voor het misgevouwen eiwit is. Het eiwit bindt zich aan de randen van de ruimte. Door ATP-hydrolyse wordt de diameter van de kamer vergroot, waardoor het eiwit weer open wordt getrokken en een nieuwe kans krijgt om te vouwen.
In Mitochondriën heeft dit eiwit hsp60, GroEl in bacteriën en TCP-1 in het cytosol (van vertebraten).

### Lectines
De meeste pasgevormde eiwitten worden meteen na of tijdens de translatie in het ER gebracht; daar vindt ook de eiwitvouwing plaats. Wanneer er in het ER te veel misvormde eiwitten aanwezig zijn zal de cel een ongevouwen eiwit respons opwekken. De cel meet de hoeveelheid misvormde eiwitten doordat de oligosacharidegroep, die aan misvormde eiwitten zit, transmembraan eiwitkinasen activeert. Deze kinasen zorgen ervoor dat genen die coderen voor ER chaperonne-eiwitten afgeschreven worden. Daardoor neemt de hoeveelheid chaperonnes in het ER toe en zal het signaal dat door de transmembraan eiwitkinasen wordt afgegeven minder worden.
In het ER heerst een uniek milieu en het heeft daarom specifieke chaperonne-eiwitten. Naast het heat shock protein BIP zijn de meeste ER chaperonnes lectines.

#### Calnexine
Calnexine is een membraangebonden eiwit dat misvormde eiwitten herkent aan de glucosegroep die aan de N-terminus van het eiwit aanwezig is. Calnexine grijpt als het ware het misvormde eiwit vast en trekt het strak, waarna calnexine het eiwit opnieuw laat vouwen. Wanneer een eiwit dan nog steeds niet op de juiste manier gevouwen is, zal het eiwit nogmaals door calnexine uit elkaar getrokken worden.

#### calreticuline
calreticuline werkt op dezelfde wijze als calnexine, alleen is calreticuline niet aan het ER-membraan gebonden.

#### ERp57
Dit eiwit werkt samen met calnexine en calreticuline door te voorkomen dat misvormde eiwitten het ER verlaten.